# Deute exterior
El deute exterior és la suma de les obligacions que té un país respecte a uns altres, que es compon de deute públic (el contret per l'estat del país) i deute privat o del sector privat (el contret pels particulars en l'exterior).
El deute extern pel que fa a altres països es dona amb freqüència a través d'organismes com el Fons Monetari Internacional o el Banc Mundial. Si el deutor té problemes per a pagar-lo, pot suposar un seriós problema per al desenvolupament econòmic d'un país, i fins i tot per a la seva autonomia.
En principi l'endeutament no és dolent, perquè permet conservar els recursos propis i rebre recursos aliens per a explotar, processar o produir nous béns i serveis. No obstant això es torna un problema quan aquest deute no s'utilitza realment per al que va ser sol·licitat o bé les condicions de devolució s'endureixen. Aleshores pot arribar a ser una de les causes del subdesenvolupament més que un camí per a resoldre'l.

## Origen
En 1973 el preu del petroli es multiplicà per tres. Els països productors guanyen ingents quantitats de diners. Bancs privats acudeixen a aquests països amb tipus d'interès extremadament baixos. El 60% dels crèdits van a països empobrits.
A finals de 1979 se succeeixen quatre fets perjudicials per a aquests països.
1. Pugen els tipus d'interès (es multipliquen per quatre des de finals de l'any 1970 fins a principis de l'any 80), la qual cosa precipita la crisi del deute de l'any 1982, es popularitza (per inevitable) l'adquisició de nous préstecs per a fer front al pagament de deutes impagables, provocant a partir d'aquí la catàstrofe econòmica d'aquesta dècada i la multiplicació del deute.
2. S'aprecia fortament el dòlar.
3. Cau el comerç mundial i es menyspreen les exportacions del sud que no siguin petroli.
4. S'inicien a més, els plans d'ajust estructural.

S'arriba llavors a una situació, que metafòricament explicava l'analista Ignacio Ramonet, en la qual els països del Tercer Món inverteixen més diners a retornar els interessos d'aquest deute que en el seu propi desenvolupament:
| « | Vostè per comprar un pis, demana un crèdit de 10 milions amb un interès al 5%, però als tres mesos el banc li puja l'interès al 8% i un no pot queixar-se. Als 6 mesos, es puja al 20%, amb el que el préstec que va demanar podria haver-ho pagat però amb aquest ja no pot (...) Això és el que ha passat amb el deute extern. (...) Ara [els països pobres] estan obligats a exportar per a aconseguir divises amb les quals pagar els interessos del seu deute exterior. D'aquesta forma, el país està bolcat al comerç exterior i això li impedeix ocupar-se del seu mercat interior. | » |

Sabut és que en l'època en la qual es va originar el problema del deute molts governs dictatorials van entrar en aquest cercle viciós. Entre altres causes, la fugida de capitals va privar a aquests països d'una font d'estalvi intern imprescindible per a l'impuls del propi desenvolupament.
La socialització de pèrdues, una pràctica habitual en els setanta per la qual l'Estat figurava com a aval de les concessions exteriors de préstec a agents privats, també explica part de l'origen del problema. Les inversions fallides o la insolvència d'aquests agents va fer que determinats deutes particulars passessin automàticament a convertir-se en deute públic. Autors com Rodolfo Terragno també fan en una visió alguna cosa miop de les societats que es van endeutar, al no adonar-se que aquell model abans o després hauria d'acabar.

## Endeutament greu

### Motius per a l'endeutament
Alguns motius típics per al greu endeutament d'un país són:
- Catàstrofes naturals, epidèmies i similars, que obliguen a demanar préstecs per a pal·liar els seus efectes.
- Inversions en nous cultius, indústries, etc. que poden fracassar per canvis en els mercats o altres raons.
- Mala administració dels fons, els quals produeixen un dèficit sostingut que suposa cada vegada més recursos externs per a compensar-ho.
- L'oblit, ja sigui interessat o no, dels efectes que els deutes excessius poden tenir o, en el seu cas, la falta de requisits exigits abans de concedir-lo. Així autors com Marc Raffinot apunten que un fenomen semblant ja va succeir en la dècada de 1930 després del Crack del 29 i, malgrat comptar amb aquesta experiència, es va permetre a les nacions repetir l'endeutament.[3]
- En el Fòrum Universal de les Cultures del 2004 de Barcelona es va proposar l'anomenat Deute Indigne, com aquell que es va contreure i es va permetre contreure malgrat saber que ocasionaria seriosos problemes a l'economia i al desenvolupament del país que el sol·licitava. L'anomenat Deute Indigne té a més com a requisit que l'organisme o país prestador ja sabés abans de donar-lo que el receptor no podria tornar-lo.

### Conseqüències
Algunes conseqüències del gran endeutament d'un país poden ser:
- Impossibilitat d'obtenir nous crèdits en cas de necessitat.
- Imposició de dures condicions per part dels creditors, incloent polítiques econòmiques restrictives, generalment molt dures amb la població, que impedeixen competir en igualtat de condicions amb altres països.
- Creixement desbocat de la inflació, que fa encara més difícil pagar el deute.
- Amb freqüència, el deute és tan gran que el país no és capaç de pagar ni els interessos, amb el que el deute va creixent amb el temps, en comptes de disminuir. Així, el desenvolupament econòmic del país pot ser impossibilitat pel deute, entrant en una espiral sense fi d'empobriment.
- Mals manejos en les polítiques internes del país que desemboquen en crisis econòmiques.

## Condonació del deute extern
La progressiva aparició de més i més països arrossegats pel seu enorme deute va causar a la fi del segle XX una progressiva consciència en molts sectors socials de la necessitat de la condonació del deute extern als països del tercer món incapaços de pagar-lo. Aquesta idea ha trobat una forta resistència entre els sectors polítics més conservadors dels països desenvolupats, que no es resignen a perdre els diners prestats.
Encara que no és freqüent, s'ha condonat a diversos països el seu deute (totalment o parcialment) per part d'uns altres, generalment per estar el país reconstruint-se després d'una guerra, una catàstrofe o després d'un estudi sobre la seva economia.
Segons la Xarxa Ciutadana per l'Abolició del Deute Extern, en 1970 el deute era de 68.000 milions de dòlars. En una dècada, el deute va créixer fins a 577.000 milions de dòlars, que encara era assumible si s'haguessin mantingut els termes en els quals va ser contractat.
Als anys vuitanta, recordats com la dècada perduda per al desenvolupament, el deute es va convertir en impagable i va aconseguir tals proporcions que va passar a ser un dels principals obstacles per al progrés. En aquesta dècada, els països en desenvolupament van pagar una factura de l'ordre de 1.300.000 milions de dòlars (un milió de milions tres-cents mil milions de dòlars) en concepte de pagament del servei del deute.
Amb el problema del deute extern després de la macro campanya de pressió empresa entre 1998 i 2000 ha passat alguna cosa semblant al succeït amb el 0,7%. Els assoliments aconseguits, molt parcials i més encaminats a rentar la imatge davant l'opinió pública que a una reforma de gran importància, han provocat una barreja d'escepticisme i resignació entre la ciutadania.
D'altra banda, després del macroatemptat de l'11 de setembre a les Torres Bessones de Nova York, la conjuntura internacional en la qual Estats Units aspira a reforçar la seva hegemonia ha difuminat la visibilitat del problema del deute extern. També existeix l'opinió que la condonació del deute a mig o fins i tot a curt plaça seria inútil; perquè les nacions tornarien a endeutar-se. Com comenta Marc Reffinot, alguna cosa semblant ja va succeir a la dècada dels 30 i, malgrat això, es va oblidar uns quaranta anys després.
No obstant això, nous enfocaments com l'anàlisi del deute ecològic del Nord amb el Sud s'han anat incorporant com a part d'un argumentari més ampli que connecta la sostenibilitat mediambiental i l'exigència de canvis en la globalització, amb moviments socials cada vegada menys estancs i més interconnectats.
En tot cas, perviuen diferents organitzacions que s'han constituït en observatoris de vigilància i examinen de prop l'estat de la qüestió, que dista molt d'haver-se solucionat. En el cas concret espanyol, a la fi de gener de 2003, Càrites, Intermón Oxfam i l'Observatori del Deute en la Globalització van presentar a Porto Alegre un informe amb propostes per a avançar denunciant "la paràlisi" de l'executiu espanyol davant aquest assumpte.

Segons l'especialista Jesús Barcos:
| « | avui en dia el deute segueix sent una de les demostracions que l'existència d'un Tercer Món no s'entén sense les decisions del Primer. | » |

## Deute odiós
Existeix també el concepte de Deute odiós, aplicat per primera vegada en 1898 per a establir com il·legítim el deute que Filipines tenia amb Espanya, una vegada que Espanya havia estat derrotada i perdut la seva colònia davant els Estats Units.
La doctrina de deute odiós significa que un poble no és responsable del deute en què hagin incorregut governants impostos per la força. Aquesta doctrina està present en la discussió del deute extern d'alguns estats on el deute extern ha estat engrossida per dictadures i governs no representatius, amb fins d'enriquiment personal o corporatiu o per a la repressió social i política.

En 1927, Alexander Sack, un especialista internacional en deute públic, definia en aquests termes el deute execrable:
| « | Si un poder despòtic incorre en un deute no per les necessitats o els interessos de l'Estat sinó per a atorgar major força al seu règim despòtic, per a reprimir a la població que se li enfronta, etc., aquest deute és odiós per a la població de tot aquest país. | » |

 L'economista Jeff King, després d'aclarir que no és "la seva" definició sinó un resum de tot el que va llegir sobre el deute execrable o odiosa, el defineix amb precisió:
| « | Deutes odiosos són aquells contretes contra els interessos de la població d'un país i amb el complet coneixement del creditor. | » |

 Per a enfortir aquesta posició és necessari afegir que molts investigadors consideren que la majoria dels deutes odiosos o execrables dels països del Tercer Món ha estat últimament contret per governs "democràtics".